# Basílica de la Santa Cruz (Lecce)
La basílica de la Santa Cruz (en italiano: basilica di Santa Croce) es una iglesia situada en el centro histórico de Lecce, Italia, en la Via Umberto I. Junto al contiguo Convento dei Celestini constituye el ejemplo más destacable del barroco leccese. Tiene la categoría de basílica menor.

## Historia
En el siglo XIV Gualterio VI de Brienne fundó un monasterio en la superficie de la actual basílica, pero no fue hasta después de mediados del siglo XVI cuando se decidió transformar la zona en una zona monumental. Para disponer del terreno necesario se requisaron casas y propiedades de los judíos, expulsados de la ciudad en 1510. Las obras para la construcción de la basílica se extendieron en dos siglos, el XVI y el XVII, y en ellas participaron los arquitectos más importantes de la ciudad de la época.
La primera fase de la construcción, que empezó en 1549 y terminó en 1582, consistió en la construcción de la parte inferior de la fachada, hasta el enorme balcón sostenido por atlantes que representan hombres y animales. La cúpula se completó en 1590. Según el historiador del arte Vincenzo Cazzato, en esta primera fase emergió la personalidad de Gabriele Riccardi. En la segunda fase de las obras, que empezó en 1606 y está marcada por el compromiso de Francesco Antonio Zimbalo, se añadieron a la fachada los tres portales decorados.
Para la finalización de la obra trabajaron sucesivamente Cesare Penna y Giuseppe Zimbalo. Al primero se le debe la construcción de la parte superior de la fachada y el magnífico rosetón (junto al cual está esculpida la fecha 1646), al segundo se le atribuye el frontón en la cima del edificio.
El diseño de la basílica fue muy criticado en el siglo XIX. La elaborada decoración de la fachada se consideraba ridícula y de mal gusto. En el siglo XX empezó un constante movimiento de revalorización y se publicaron numerosos estudios sobre el complejo simbolismo de la fachada. Actualmente, la basílica se considera una de las obras maestras de la arquitectura de la ciudad.
Los monjes celestinos administraron el convento y la basílica hasta la supresión de la orden en 1807. Posteriormente, la iglesia estuvo abandonada y el palacio anexo se convirtió en sede de oficinas públicas. Actualmente el Palazzo dei Celestini alberga las oficinas de la prefectura y de la Provincia de Lecce. La iglesia está confiada desde 1833 a la Arciconfraternita della Santissima Trinità.

## Arquitectura

### Exterior
En la fachada hay seis columnas de fuste liso que sostienen el entablamento y dividen el edificio en cinco zonas. El portal mayor, construido en 1606, tiene columnas corintias y expone las insignias de Felipe III de España, de María de Enghien y de Gualterio VI de Brienne. En las puertas laterales están los escudos de Apulia y de la Orden de los Celestinos. El entablamento está coronado por una sucesión de atlantes que representan figuras grotescas o animales fantásticos y alegóricos y que sostienen la barandilla, decorada por trece putti abrazados a los símbolos del poder temporal (la corona) y espiritual (la tiara).
El segundo orden de la fachada está dominado por el gran rosetón central de inspiración románica. Perfilado por hojas de laurel y bayas, presenta tres órdenes a bajorrelieve. El rosetón está marcado por dos columnas corintias, que separan la zona central de las laterales, en las que hay hornacinas con las estatuas de san Benito y del Papa Celestino V. A la izquierda del rosetón se aprecia el autorretrato de Antonio Zimbalo. En los extremos, cerrando el perfil del segundo orden, se erigen dos grandes estatuas femeninas, que simbolizan la Fe y la Fortaleza. El tímpano, con el triunfo de la cruz en el centro, cierra superiormente la fachada.
Según Maurizio Calvesi y Mario Manieri Elia el complejo programa decorativo de la fachada está conectado con la celebración de la victoria en la Batalla de Lepanto (1571), en la que las potencias occidentales vencieron al Imperio Otomano, con grandes beneficios comerciales para la Tierra de Otranto. Los atlantes vestidos de turcos aludirían a los prisioneros capturados por la flota veneciana durante la batalla: de hecho, la división del botín capturado al enemigo en la batalla de Lepanto se realizó en la Tierra de Otranto, cerca del santuario de Santa Maria di Leuca. Los animales representados bajo la barandilla podrían representar a las potencias cristianas aliadas: el dragón era el emblema de los Buoncompagni, familia a la que pertenecía el papa Gregorio XIII, el grifo simboliza Génova, Hércules al gran duque de Toscana...

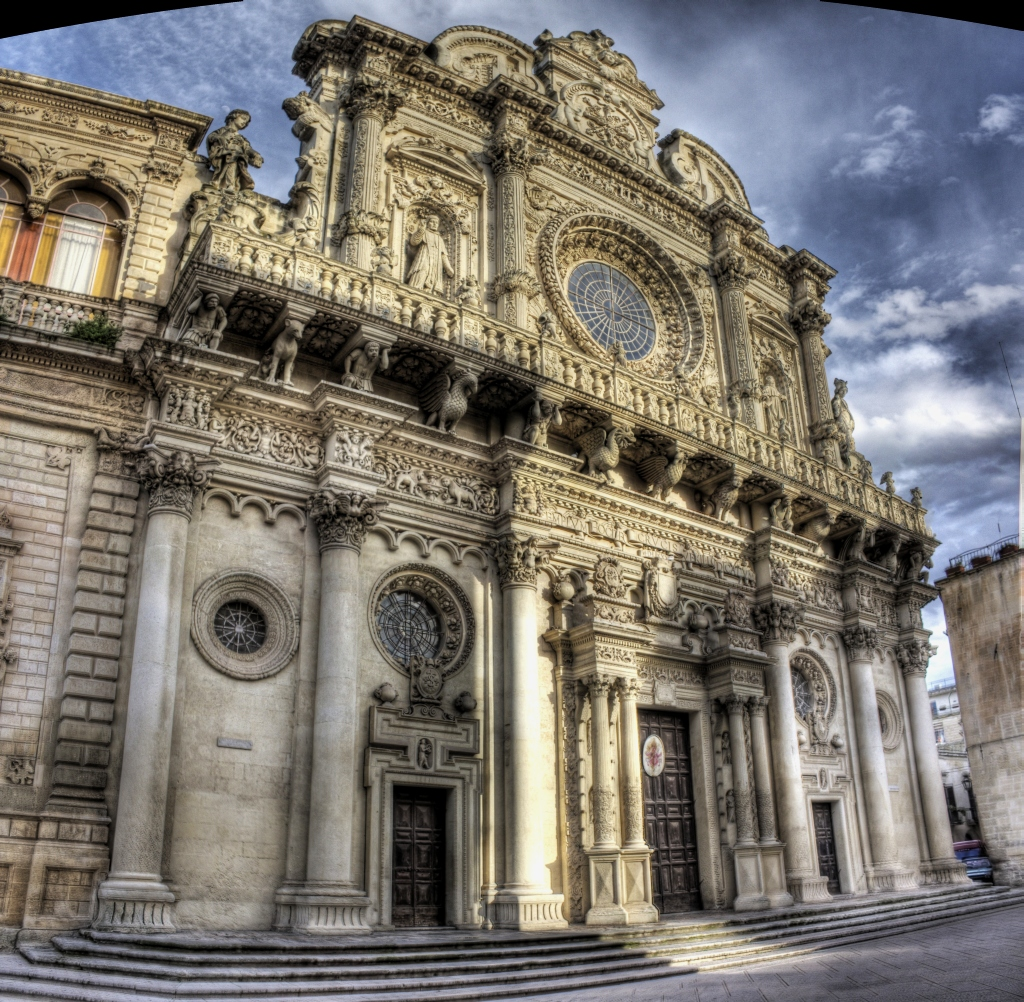
La fachada.
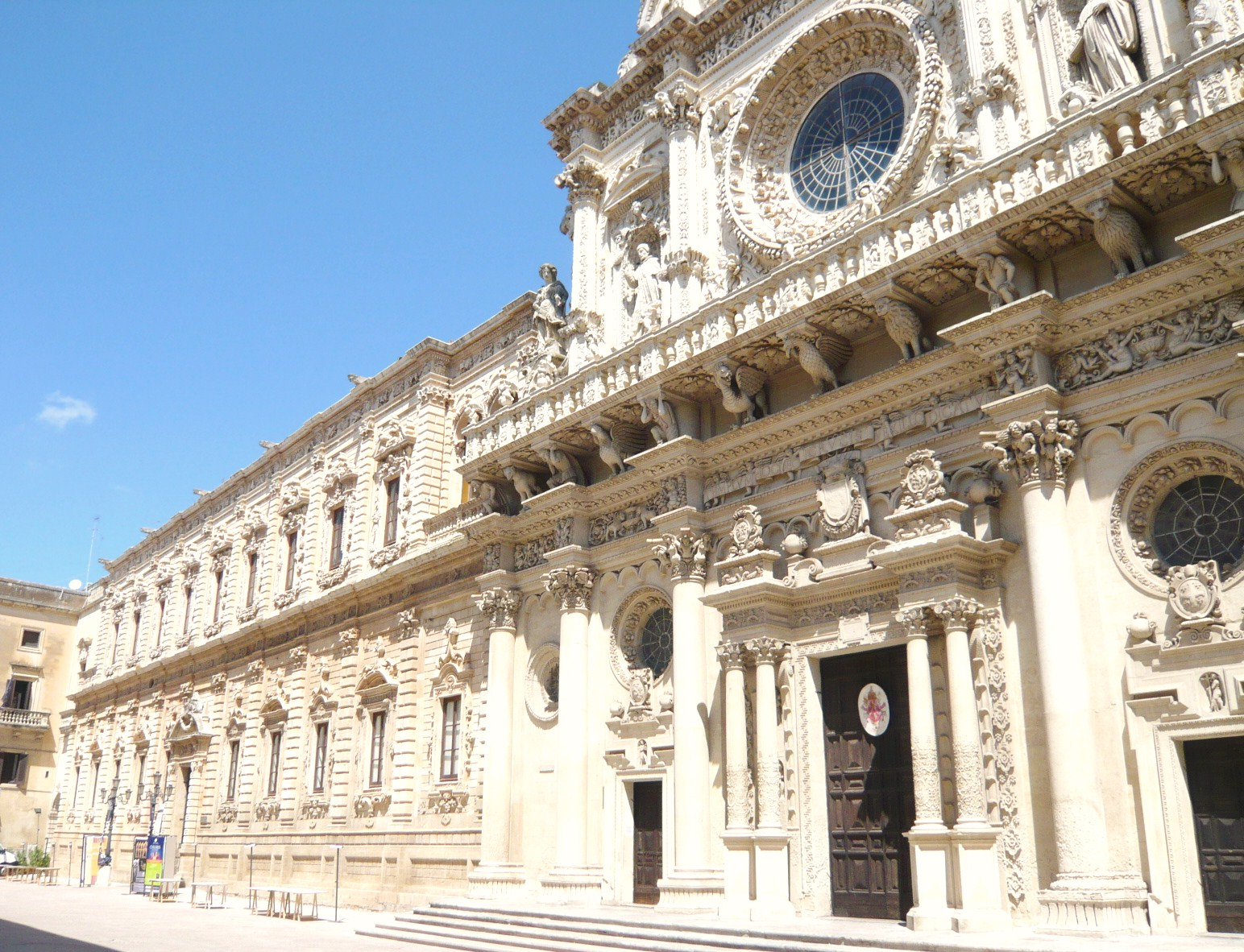
La fachada y los Celestini.
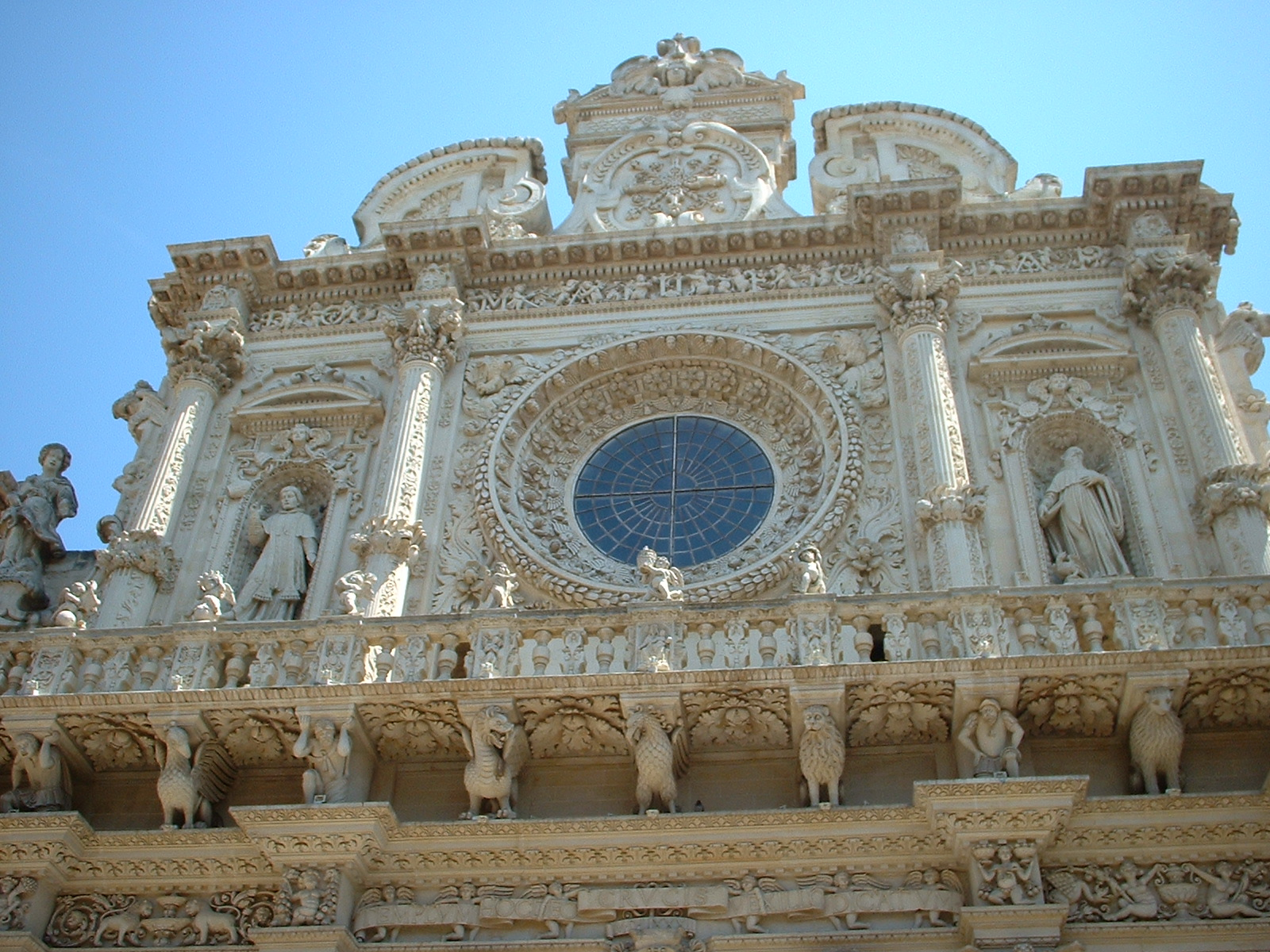
Detalle de la fachada.
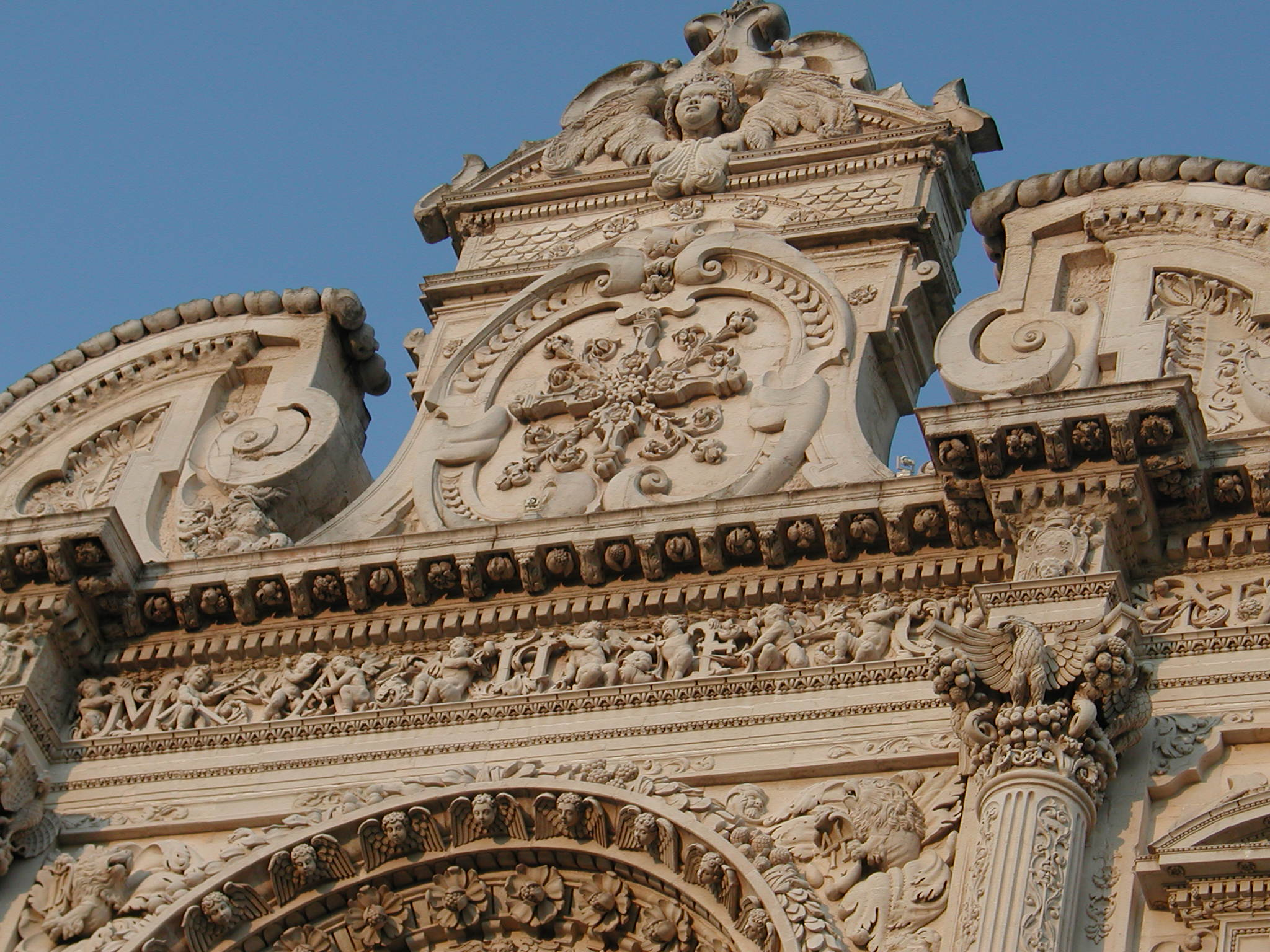
El tímpano.
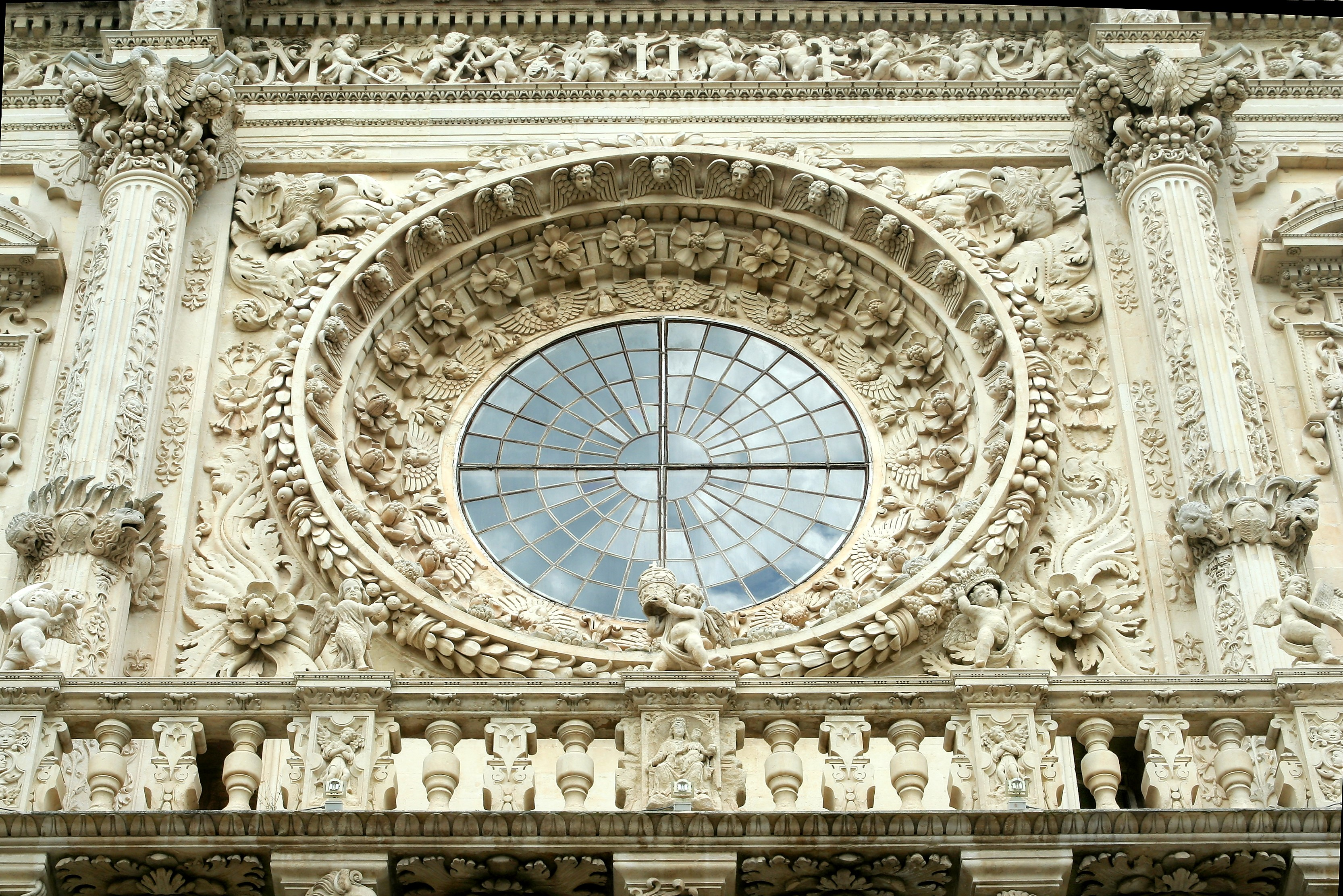
El rosetón.

### Interior

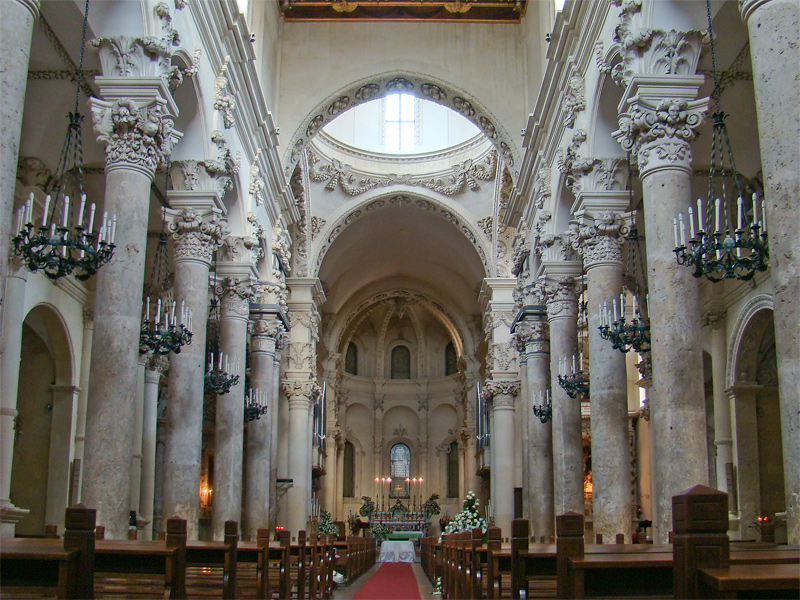
Interior de la basílica.

El interior, con forma de cruz latina, estaba dividido originalmente en cinco naves, dos de las cuales fueron absorbidas posteriormente en capillas laterales añadidas en el siglo XVIII. Las bóvedas de las naves están sostenidas por dos órdenes de columnas, en total dieciocho: las dos primeras están adosadas al muro exterior, los cuatro últimos pares delimitan el transepto y el arco triunfal. La nave mayor está cubierta por un fastuoso techo de casetones de madera de nogal con partes doradas, mientras que las naves laterales están coronadas por bóvedas de arista. En el cruce de intersección de los dos brazos de la cruz se eleva una alta cúpula decorada con festoni de hojas de acanto, angelotes y motivos vegetales.
En el presbiterio, despojado con el paso de los siglos del coro de madera y del altar mayor original, se puede admirar el ábside polilobulado. El altar mayor actual, del siglo XVIII, fue retirado en 1956 de la iglesia de los santos Niccolò y Cataldo con ocasión del XV Congreso Eucarístico Nacional, celebrado en la ciudad ese año. Las paredes del ábside están decoradas con pinturas de la Adoración de los pastores, la Anunciación, la Visita de María a santa Isabel y El descanso en la huida a Egipto. A la izquierda del altar mayor está el monumento fúnebre a Mauro Leopardo, abad del convento de los Celestini.
En las naves se abren a cada lado siete profundas capillas, en cuyo interior se encuentran espléndidos altares ricamente decorados. En total, la iglesia contiene dieciséis altares barrocos. En la nave izquierda, desde la entrada, se suceden los altares dedicados a san Pedro Celestino, a la Inmaculada, a la Anunciación, a la Virgen del Carmen, a san Andrés Avellino, a santa Irene y a la Piedad. En el transepto izquierdo está el altar dedicado a san Francisco de Paula, obra maestra de Francesco Antonio Zimbalo, quien lo realizó entre 1614 y 1615, considerado por muchos estudiosos la máxima expresión de la escultura barroca en la Tierra de Otranto. En el transepto derecho están los altares de la Trinidad y el de la Santa Cruz, este último obra barroca de 1637 de Cesare Penna, encargada por el abad general de los celestinos Celso Amerighi. En la nave derecha se abren seis capillas con los altares de la Aparición del Sagrado Corazón de Jesús a santa Margherita Alacoque, de sant'Oronzo, de san Felipe Neri, de san Miguel arcángel, de la Natividad y de san Antonio de Padua. En esta última capilla se conserva un fresco del siglo XVI de la Virgen de Constantinopla.

### Órgano
El órgano de la basílica fue construido por los Fratelli Ruffatti en 1961. Colocado a los dos lados del presbiterio, es de transmisión eléctrica y tiene dos teclados de 61 notas cada uno y una pedalera cóncavo-radial de 32.